# Gongrodiscus parvifolius
Gongrodiscus parvifolius är en kinesträdsväxtart som beskrevs av Ludwig Radlkofer. Gongrodiscus parvifolius ingår i släktet Gongrodiscus och familjen kinesträdsväxter. Inga underarter finns listade i Catalogue of Life.